# Hunga cordata
Espèce
Classification APG III (2009)
Statut de conservation UICN

 VU  : Vulnérable
Hunga cordata est une espèce de plantes à fleurs de la famille des Chrysobalanaceae. C'est un arbuste endémique à la Nouvelle-Calédonie.

## Description
Arbuste ne dépassant de 1 m de haut.

## Répartition
Endémique aux maquis ligno-herbacés de la région de Voh (massif de Kathépaïk) en Nouvelle-Calédonie, l'espèce est menacée du fait de son extrême localisation.